# Sybra citrina
Sybra citrina là một loài bọ cánh cứng trong họ Cerambycidae.